# Classe Alvand
La classe Alvand (persan : کلاس الوند) ou classe Saam (persan : کلاس سام) est une classe de frégates légères construites pour la marine impériale iranienne (IIN). Les navires sont renommés après la révolution iranienne et servent dans la nouvelle marine de la république islamique d'Iran pendant la guerre Iran-Irak. Trois sont encore en service ; un quatrième fut coulé par l'US Navy en 1988.

## Développement et construction
Les navires sont construits au Royaume-Uni par Vosper Ltd (en) et basés sur leur conception Mark 5 avec les armes et équipements suivants:
- Lutte anti-surface : 1 × lanceur quintuple de missile sol-sol Sea Killer Mk2
- Guerre antiaérienne : 1 × lanceur triple de missiles sol-air Seacat
- Lutte anti-sous-marine : 1 × lance-mortiers ASM triple Mark 10 Limbo
- Artillerie navale : 1 × 1 canon de 113 mm Mark 8 (en) et 1 × 2 canons AA Oerlikon de 35 mm
- Électronique : radar de surveillance aérienne Plessey (en) AWS 1 avec IFF ; 2 × systèmes Contraves Seahunter ; équipement de radiogoniométrie passif Decca RDL 1

Ils sont réaménagés au Royaume-Uni peu avant la révolution iranienne de 1979.

## Historique
Les navires portaient à l'origine le nom de personnages du Shâhnâmeh de Ferdowsi. Après la révolution islamique, ils sont renommés d'après les montagnes d'Iran.
Les navires sont engagés dans la phase de la « guerre des pétroliers (en) » de la guerre Iran-Irak au cours de laquelle ils se révèlent efficaces contre les forces irakiennes. Cependant, lors de l'opération Praying Mantis, la marine iranienne subie de lourdes pertes (le Sahand est notamment coulé) et ses navires ne sont plus déployés dans le conflit car ceux-ci ne font pas le poids face à l'armada déployée par la marine américaine.

## Modernisations
Les missiles Sea Killer sont remplacés par des C-802 de fabrication chinoise dans les années 1990. Les Seacats sont remplacés par l'ajout d'un canon antiaérien de 20 mm.
Deux tubes lance-torpilles triples de 12,75 pouces (324 mm), deux mortiers de 81 mm (3 po) et deux mitrailleuses de calibre 0,50 sont également installés.

## Classe suivante
La classe Moudge est une version iranienne modifiée de la classe Alvand, avec cinq frégates en service ou en construction.

## Navires de la classe
| Nom                  | N° de fanion  | Constructeur    | Pose de la quille | Lancement       | Mise en service | Statut                 |
| -------------------- | ------------- | --------------- | ----------------- | --------------- | --------------- | ---------------------- |
| Alvand (ex-Saam)     | 71 (ex-DE 12) | Vosper Ltd (en) | 3 mars 1968       | 25 juillet 1968 | Mai 1971        | En service             |
| Alborz (ex-Zaal)     | 72 (ex-DE 14) | Vickers         | 3 mars 1968       | 4 mars 1969     | 1er mars 1971   | En service             |
| Sabalan (ex-Rostam)  | 73 (ex-DE 16) | Vickers         | Inconnu           | 4 mars 1969     | 26 mai 1972     | En service             |
| Sahand (ex-Faramarz) | 74 (ex-DE 18) | Vosper Ltd      | Inconnu           | 30 juillet 1969 | Février 1972    | Coulé le 18 avril 1988 |

### Sources
- https://web.archive.org/web/20160303224923/http://www.iinavy.org/faramarz.htm
- http://www.mafhoum.com/press8/237P2.pdf
- https://web.archive.org/web/20041222105239/http://www.ii.uj.edu.pl/~artur/enc/F2.htm